# واخز الطير
واخِزُ الطَّير (بالإنجليزية: Ornithonyssus)‏ هوَ جنس من السوس من عائلة النيسيات الكبيرة.

## الأنواع
هُناك عدة أنواع من واخز الطير، وِمنها:
- واخز الطير السرفي ويُسمى أيضاً سوس الجرذ المداري.[3]
- واخز الطير الجرابي
- واخز الطير الحرجي